# 利德尼
利德尼（Lydney）是英格蘭格洛斯特郡的一個小鎮和民政教區。利德尼位於塞文河西岸，靠近迪恩森林。據2001年人口普查，利德尼有人口8,960人。2011年人口普查時減少至8,766人。